# PIANO (アルバム)
『PIANO』（ピアノ）は、2006年4月5日にリリースされた加古隆のピアノ・ソロ・アルバム。収録曲は加古隆自身による選曲。ピアノ・ソロのアルバムとしては、1993年に発表した『水の前奏曲』以来、13年ぶりのものである。録音は、浜離宮朝日ホールで行われた。このアルバムに収録されている曲を収載した楽譜が発売されている。

## 収録曲
1. 映画「博士の愛した数式」より 愛のテーマ〜前奏曲として
2. レミニッセンス
アルバム初収録。
3. アクア・ブルー
4. 雨の石畳
5. 青い花
6. エンプティートランス
7. 睡蓮のアトリエ
NHKスペシャル『映像の世紀』より。
8. アラビアの町
9. 虹が架かる日〜NHKスペシャル「日本の群像」テーマ曲
楽譜のみが先に発売されていた。アルバム初収録。なお、番組内で使用されたのはオーケストラとの共演によるもので、こちらはアルバム『熊野古道』に収録されている。
10. 映画「博士の愛した数式」より 愛のテーマ